# Кольонія-Дзетшковиці
Кольонія-Дзетшковиці (пол. Kolonia Dzietrzkowice) — село в Польщі, у гміні Лубніце Верушовського повіту Лодзинського воєводства.
Населення — 522 особи (2011).
У 1975-1998 роках село належало до Каліського воєводства.

## Демографія
Демографічна структура станом на 31 березня 2011 року:
|          | Загалом | Допрацездатний вік | Працездатний вік | Постпрацездатний вік |
| -------- | ------- | ------------------ | ---------------- | -------------------- |
| Чоловіки | 252     | 51                 | 170              | 31                   |
| Жінки    | 270     | 71                 | 131              | 68                   |
| Разом    | 522     | 122                | 301              | 99                   |